# Lijst van personen uit Aarhus
Deze lijst geeft een (incompleet) overzicht van personen uit de Deense stad Aarhus. De lijst omvat personen die in de stad geboren zijn en is gerangschikt naar geboortejaar.

## Geboren in Aarhus

### Voor 1900

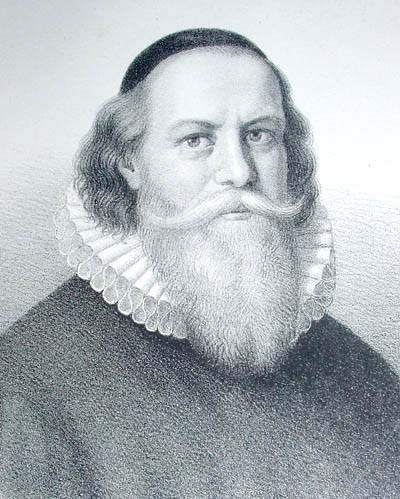
Arts Olaus Wormius (1588–1655)

- Olaus Wormius (1588 – 1655), arts, bioloog en geschiedkundige
- Ole Rømer (1644 – 1710), astronoom
- Christian Schiørring (1837 – 1893), violist
- Karl Adolf Verner (1846 – 1896), filoloog
- Carl Holsøe (1863 – 1935), kunstschilder

### 1900 – 1919

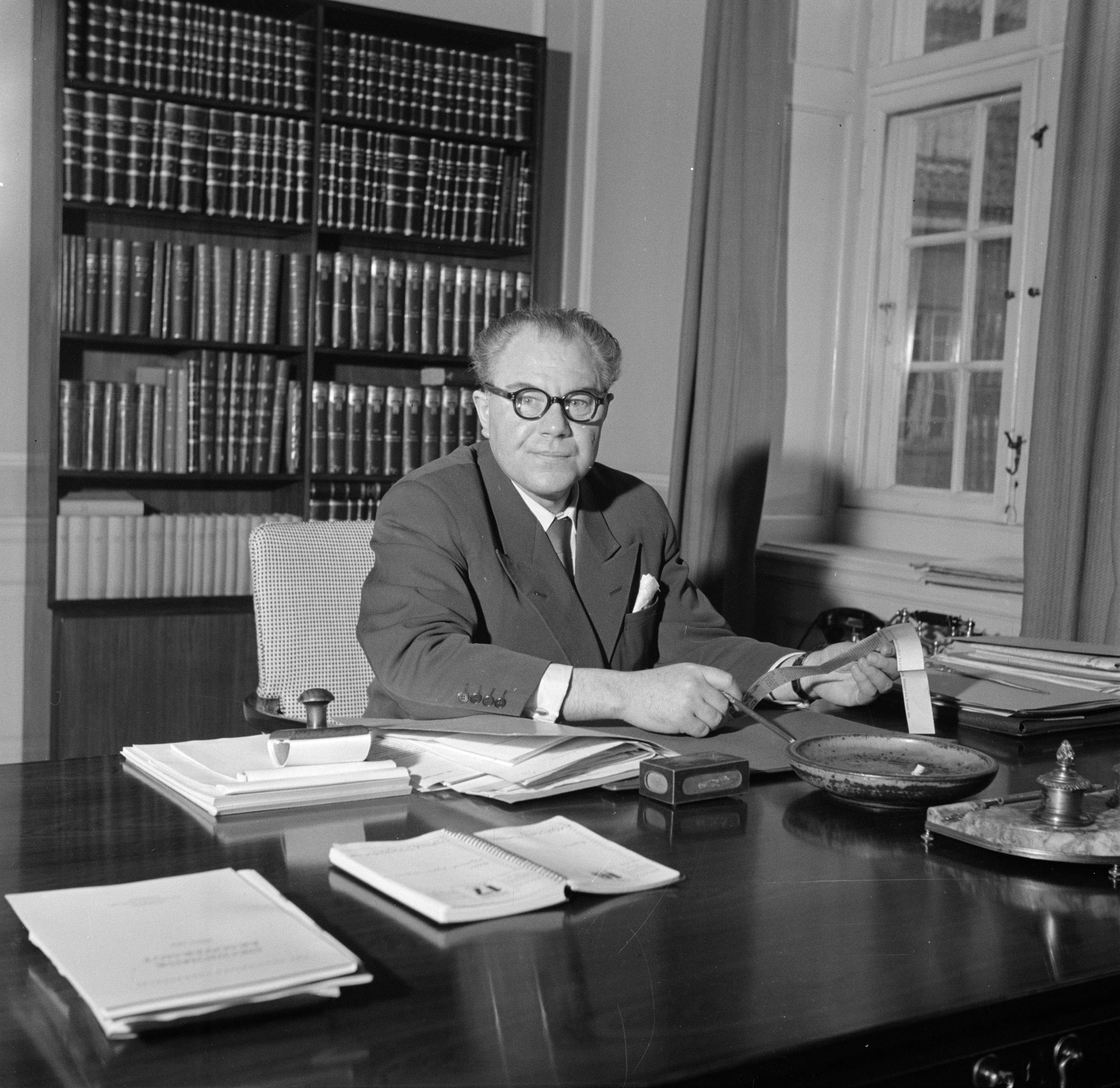
Politicus Hans Hedtoft (1903–1955)

- Hans Hedtoft (1903 – 1955), politicus
- Hans Christian Hansen (1906 – 1960), politicus
- Gabriel Axel (1918 – 2014), filmregisseur
- Eva Arndt (1919 – 1993), zwemster

### 1920 – 1939

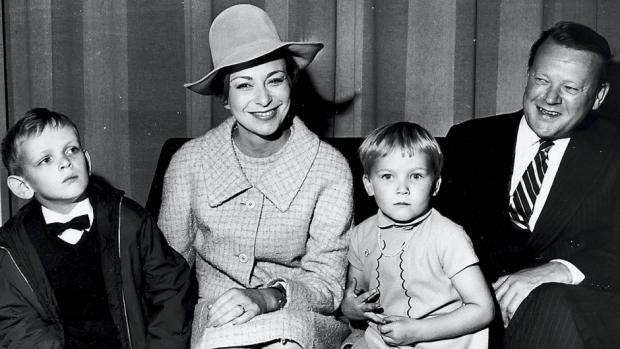
Actrice Helle Virkner (1925–2009) met Jens Otto Krag en hun kinderen

- Kay Werner Nielsen (1921 – 2014), wielrenner
- Else Marie Pade (1924 – 2016), componiste
- Helle Virkner (1925 – 2009), actrice
- Ellen Winther (1933 – 2011), zangeres en actrice
- Knud Enemark Jensen (1936 – 1960), wielrenner
- Jørgen Leth (1937), journalist, filmregisseur, schrijver en wielercommentator

### 1940 – 1959

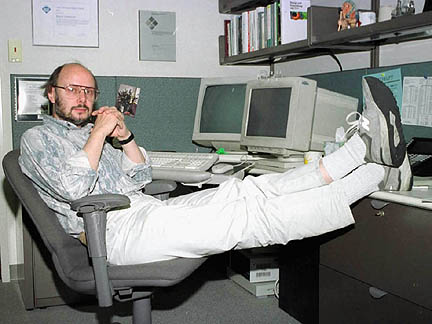
Informaticus Bjarne Stroustrup (1950)

- Ole Lund Kirkegaard (1940 – 1979), kinderboekenschrijver
- Jens Arnbak (1943 – 2017), natuurkundige en hoogleraar
- Svend Auken (1943 – 2009), politicus
- Gunner Møller Pedersen (1943), componist, pianist en trompettist
- Margrete Auken (1945), sognepræst en politica
- Gitte Hænning (1946), schlagerzangeres
- Birthe Kjær (1948), zangeres
- Kirsten Olesen (1949), actrice
- Bjarne Stroustrup (1950), informaticus en hoogleraar
- Anne Linnet (1953), zangeres, componiste en schilderes
- Per Chr. Frost (1954-2023), gitarist, bassist en muziekproducent
- Gert Frank (1956), wielrenner

### 1960 – 1969
- Dorte Mandrup (1961), architect
- Frank Pingel (1964), voetballer
- Janne Kolling (1968), handbalster
- Tomas N'evergreen (1969), zanger

### 1970 – 1979
- Claus Thomsen (1970), voetballer
- Michael Teschl (1971), zanger

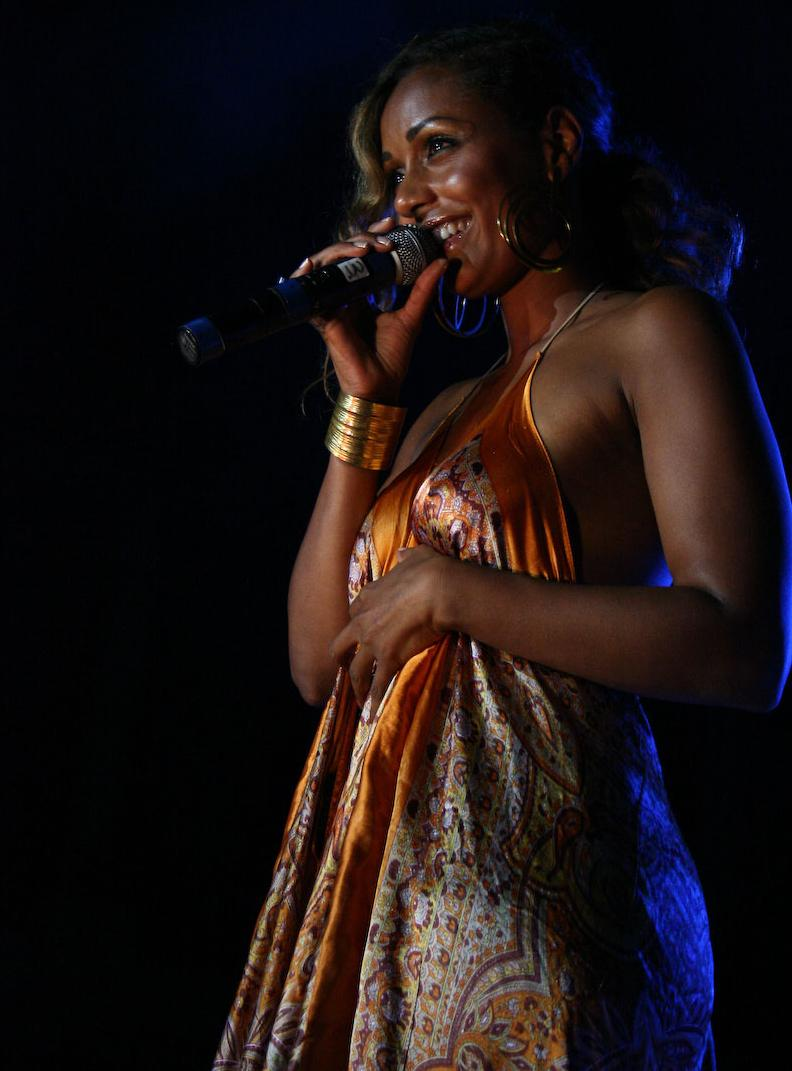
Zangeres Ida Corr (1977)

- Allan-Bo Andresen (1972), wielrenner
- Ari Behn (1972-2019), Noors schrijver en documentairemaker
- Anne Dorthe Tanderup (1972), handbalster
- Per Nielsen (1973), voetballer en voetbalcoach
- Jesper Sørensen (1973), voetballer en voetbalcoach
- Tayeb Braikia (1974), wielrenner
- Niels Brinck (1974), zanger
- Camilla Martin (1974), badmintonster
- Martin Jørgensen (1975), voetballer
- Ida Corr (1977), zangeres
- Claes Iversen (1977), Deens-Nederlands modeontwerper
- Jonas Rasmussen (1977), badmintonner

### 1980 – 1989
- Morten Breum (1982), dj en producer
- Anders Eggert (1982), handballer
- Maria Gregersen (1983), model
- Søren Jensen (1984), voetballer
- Sandi Putros (1987), voetbalscheidsrechter
- Lasse Vibe (1987), voetballer
- Michael Lumb (1988), voetballer

### 1990 – 1999
- Anne Gadegaard (1991), zangeres

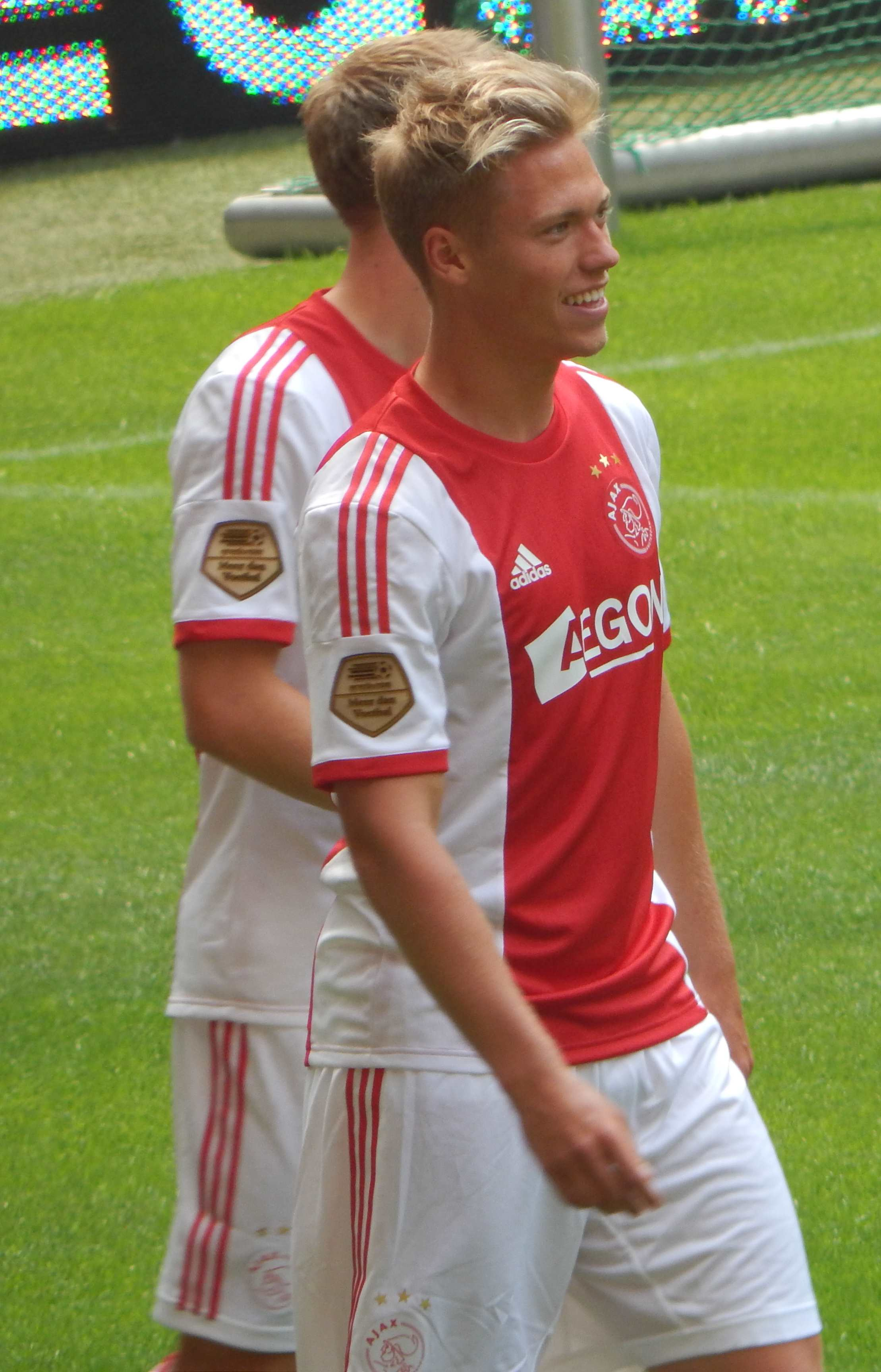
Voetballer Viktor Fischer (1994)

- Kristian Haugaard Jensen (1991), wielrenner
- Casper Sloth (1992), voetballer
- Jens Jønsson (1993), voetballer
- Nicklas Pedersen (1993), wielrenner
- Viktor Fischer (1994), voetballer
- Yahya Hassan (1995), dichter
- Althea Reinhardt (1996), handbalster
- Mikkel Duelund (1997), voetballer